# رحى الأيام (مسلسل)
رحى الايام هو مسلسل درامي كويتي عرض على تلفزيون دولة الكويت في رمضان سنة 2020، من بطولة نخبة من نجوم الخليج ومن تأليف الأستاذ مشاري حمود العميري وإخراج الأستاذ حمد يوسف النوري.

## القصة
يتناول المسلسل سيرة الطفل النجدي (عزيّز) أو عبد العزيز ذو الاثنا عشر عاما وينقل تجربته الإنسانية بدايةً بفقده اباه مقتولا في إحدى قرى نجد وبتحمله مسؤولية سداد دين والده لأحد المزارعين ثم فقده لأمه فيترك الطفل اليتيم قريته في نجد ويرتحل مع قوافل العقيلات سيرا على الأقدام إلى الكويت بداية القرن العشرين، وتدور الأحداث في اطار درامي مشوق حيث أن الناس في الكويت وفي تلك الحقبة تحديدا مواطنون بسطاء تغلب عليهم صفات المحبة والالفة والتكاتف والسعي لكسب لقمة العيش بغض النظر عن شخصية رويشد (محمد الصيرفي) الذي يسعى لخلق المشاكل والمنغصات بين أفراد المنطقة، وتستمر الأحداث في التصاعد وتواكب مراحل عزيّز العمرية وترصد مسيرة كفاحه من طفولته إلى مشيبه وكيفية إندماجه وصعوده في مجتمعه الجديد.

## نجاح المسلسل
المسلسل نجح نجاحا كبيرا وتفوق على كل الأعمال الخليجية الرمضانية وحظي بنسب مشاهدة عالية في دول الخليج واعتلى الصدارة في قوائم التصويت المباشر للجمهور في معظم مواقع تقييم الأعمال الدرامية رغم تعرض المسلسل إلى قص وازالة مشاهد كثيرة من قبل الرقابة فقد أزيلت جميع مشاهد وأحداث حربي الجهراء وحمض مما سبب فراغا دراميا في بعض الحلقات.

## البطولة
المسلسل من بطولة نخبة من نجوم الفن الخليجي:
- جاسم النبهان - التاجر الكويتي بوأحمد
- ماجد مطرب فواز - عبد العزيز أو عزيّز
- عبد الله الخضر - النوخذة
- أحمد العونان - بومطلق
- عبد العزيز السكيرين - مساعد عم عزيّز
- مريم الغامدي - أم عزيّز وخالته توأم أمه وزوجة عمه
- محمد الصيرفي - رويشد
- مشاري البلام - عبد الرزاق الزبيري
- محمد الحملي - النهام فيروز
- أحمد بن حسين - عزيّز الصغير
- طارق النفيسي - حمد النجدي
- نور الكويتية - أم أحمد
- ياسه - حسنة
- عبدالعزيز مندني - سيد رضا
- شيلاء سبت - نورة
- غرور - أم نورة
- جمال الشطي - حجي غلوم
- علي المدفع - محفظ القرآن
- عبدالإمام عبدالله - بوصالح عم عزيّز
- عبدالله الفريح - بوحمود
- نواف الشمري - أبو عبد الرزاق
- عادل الخليفة - خال نورة